# Зейберлин, Александр Павлович
Александр Павлович Зейберлин (1916—1950) — младший лейтенант Рабоче-крестьянской Красной Армии, участник Великой Отечественной войны, Герой Советского Союза (1944).

## Биография
Родился 18 февраля 1916 года в Царицыне (ныне — Волгоград). После окончания семи классов проживал и работал в городе Карши Узбекской ССР. В 1942 году был призван на службу в Рабоче-крестьянскую Красную Армию. С января 1943 года — на фронтах Великой Отечественной войны. К октябрю 1943 года сержант Алексей Зейберлин командовал взводом 269-го стрелкового полка 136-й стрелковой дивизии 38-й армии Воронежского фронта. Отличился во время битвы за Днепр.
2 октября 1943 года возглавил группу автоматчиков и переправился через Днепр в районе острова Казачий на южной окраине Киева. В боях на западном берегу реки он подавил огонь вражеского пулемёта, уничтожил около 6 солдат и офицеров противника.
3 октября во время отражения немецкой контратаки лично уничтожил 8 вражеских солдат и офицеров. В том бою он получил ранение, но продолжал сражаться. 14 октября взвод под командованием Александра Зейберлина принял активное участие в освобождении села Лютеж Вышгородского района Киевской области Украинской ССР, что способствовало успешному продвижению вперёд основных сил.
Указом Президиума Верховного Совета СССР «О присвоении звания Героя Советского Союза генералам, офицерскому, сержантскому и рядовому составу Красной Армии» от 10 января 1944 года за «образцовое выполнение боевых заданий командования на фронте борьбы с немецко-фашистскими захватчиками и проявленные при этом отвагу и геройство» был удостоен высокого звания Героя Советского Союза с вручением ордена Ленина и медали «Золотая Звезда» за номером 2342.
После окончания войны уволен в запас в звании младшего лейтенанта. С 1949 года он проживал в посёлке Сангар Якутской АССР, работал шахтёром. Скоропостижно скончался 16 (по другим данным — 8) января 1950 года.
Был также награждён орденами Красного Знамени (24.12.1943) и Красной Звезды (25.10.1943), рядом медалей.
Памятник Зейберлину установлен в Сангаре.